# Bond Street (марка сигарет)
Bond Street или Bond (англ. Bond Street) — международный бренд сигарет, выпускаемых компанией Philip Morris International и продаваемых более чем в 50 странах мира.

## История
История бренда берёт своё начало в 1907 году. Филип Моррис, основатель компании, владел бутиком на улице Бонд-стрит (Bond Street) в Лондоне. 1902 стал годом, когда Альберт, будущий король Бельгии, один из великих поклонников компании Морриса, пожаловал бутику титул королевского продавца табачных изделий. С тех пор сигареты с этим названием (самым первым названием бренда был «Old Bond Street») прошли долгий период развития и завоеваний новых рынков сбыта. В середине 90-х годов прошёл процесс ребрендинга — появился новый дизайн и твёрдая упаковка. В 2006 году была запущена в продажу новая «премиум»-версия «Bond Street Special», в 2009 году они сняты с производства.

## Ароматы
Сигареты представлены в трех версиях:
- Красные (red) с содержанием никотина — 0,7мг и смолы — 8 мг,
- Синие (blue) — 6 мг смолы, 0,5 мг никотина и СО-5,
- Белые (white) содержит 0,4 мг никотина и 4 мг смолы.

Серия Bond Street Compact:
- Bond Street Compact Red
- Bond Street Compact Blue
- Bond Street Compact Silver
- Bond Street Compact Premium
- Bond Street Compact Premium MIX (Ароматный, Green, Premium 2.0) (с ароматизированой капсулой)